# 사망률 변위
사망률 변위는 폭염 또는 한파 등의 환경 현상으로 인해 일반적으로 주어진 인구의 사망률에 시간 또는 일시적으로 증가를 나타낸다.
예를 들어, 폭염 동안, 특히 노인과 병든 사람들에게 영향을 미쳐, 일반적으로 인구 사망률에 증가가 있다. 그러나, 몇몇 폭염에서는, 폭염 후 후속 주 동안 전체 사망률의 감소도 관찰되었다. 이런 사망률의 단기 순방향 이동은 수확 효과라고도 한다. 이후, 사망률의 보상 감소는 "어떻게든 단기간에 사망할 것이었던" 사람들은 면역체계가 제대로 발휘되지 않아 폭염에 큰 영향을 받았음을 의미한다.